# Franceville
Franceville (inna nazwa Masuku) – miasto w południowo-wschodnim Gabonie, ośrodek administracyjny prowincji Górne Ogowe i departamentu Mpassa, położone nad rzeką Ogowe. Trzecie co do wielkości miasto kraju.
Prowadzi do miasta kolej transgabońska i droga krajowa N3. W mieście znajduje się kilka hoteli, a niedaleko miasta wodospad Poubara. Poza tym znajduje się kościół zbudowany w 1899 r., posąg Omara Bongo, medyczny instytut badawczy, pole golfowe i lotnisko.